# Nastro d'argento al migliore montaggio
Il Nastro d'argento al migliore montaggio è un riconoscimento cinematografico italiano assegnato annualmente dal Sindacato Nazionale Giornalisti Cinematografici Italiani.

## Albo d'oro
I vincitori sono indicati in grassetto, a seguire gli altri candidati.

### Anni 1990-1999
- 1999: Cecilia Zanuso - I giardini dell'Eden
  - Ciprì e Maresco - Totò che visse due volte
  - Roberto Perpignani e Giuseppe M. Gaudino - Giro di lune tra terra e mare
  - Claudio Di Mauro - Ecco fatto
  - Claudio Cormio e Luca Gasparini - Figli di Annibale

### Anni 2000-2009
- 2000: Carla Simoncelli - Canone inverso - Making Love
  - Carlotta Cristiani - Pane e tulipani
  - Alessandro Piva e Thomas Woschitz - LaCapaGira
  - Jacopo Quadri - Garage Olimpo e Baci e abbracci
  - Cecilia Zanuso - Ormai è fatta!
- 2001: Claudio Di Mauro - L'ultimo bacio
  - Massimo Germoglio - Honolulu Baby
  - Roberto Missiroli - I cento passi
  - Anna Rosa Napoli - Non ho sonno
  - Massimo Quaglia - Malèna
- 2002: Francesca Calvelli - No Man's Land
  - Osvaldo Bargero - Casomai
  - Massimo Fiocchi - Amnèsia
  - Giogiò Franchini - Luna rossa e L'uomo in più
  - Angelo Nicolini - Da zero a dieci
- 2003: Marco Spoletini - L'imbalsamatore e Velocità massima
  - Claudio Di Mauro - Ricordati di me
  - Luca Gazzolo - Pater familias
  - Roberto Missiroli - Angela
  - Cecilia Zanuso - El Alamein - La linea del fuoco
- 2004: Roberto Missiroli - La meglio gioventù
  - Francesca Calvelli - Buongiorno, notte
  - Fabio Nunziata - Il ritorno di Cagliostro
  - Jacopo Quadri - The Dreamers - I sognatori (The Dreamers)
  - Cecilia Zanuso - Caterina va in città
- 2005: Patrizio Marone - Non ti muovere
  - Francesca Calvelli - Private e Radio West
  - Daniele Ciprì, Franco Maresco e Claudia Uzzo - Come inguaiammo il cinema italiano - La vera storia di Franco e Ciccio
  - Giogiò Franchini - Le conseguenze dell'amore
  - Simona Paggi - Le chiavi di casa
- 2006: Esmeralda Calabria - Romanzo criminale
  - Osvaldo Bargero - La febbre
  - Claudio Di Mauro - Manuale d'amore
  - Roberto Missiroli - Saimir
  - Cecilia Zanuso - La bestia nel cuore
- 2007: Francesca Calvelli - Il regista di matrimoni e In memoria di me
  - Paolo Cottignola - Centochiodi
  - Giogiò Franchini - La guerra di Mario
  - Patrizio Marone - Maradona - La mano de Dios
  - Jacopo Quadri - La guerra dei fiori rossi
  - Marco Spoletini - Anche libero va bene
- 2008: Mirco Garrone - Mio fratello è figlio unico
  - Francesca Calvelli - Signorina Effe
  - Giorgio Diritti e Eduardo Crespo - Il vento fa il suo giro
  - Ilaria Fraioli - Riprendimi e Vogliamo anche le rose
  - Angelo Nicolini - Caos calmo
- 2009: Francesca Calvelli - Vincere
  - Claudio Cormio - Tutta colpa di Giuda
  - Luciana Pandolfelli - Ex
  - Marco Spoletini - Pranzo di ferragosto e Gomorra
  - Cristiano Travaglioli - Il divo

### Anni 2010-2019
- 2010: Massimo Fiocchi - Happy Family e Lo spazio bianco
  - Claudio Di Mauro - Baciami ancora
  - Giorgio Diritti e Paolo Marzoni - L'uomo che verrà
  - Mirco Garrone - La nostra vita
  - Simone Manetti - La prima cosa bella
- 2011: Consuelo Catucci – Vallanzasca - Gli angeli del male
  - Esmeralda Calabria – Habemus Papam
  - Francesca Calvelli – Sorelle Mai e La solitudine dei numeri primi
  - Jacopo Quadri – Gangor
  - Marco Spoletini – Corpo celeste e La banda dei Babbi Natale
- 2012: Benni Atria - Diaz - Don't Clean Up This Blood
  - Francesca Calvelli - Romanzo di una strage
  - Patrizio Marone - ACAB - All Cops Are Bastards
  - Walter Fasano - Magnifica presenza
  - Carlo Simeoni - Il primo uomo
- 2013: Massimo Quaglia - La migliore offerta
  - Clelio Benevento - Viva la libertà
  - Walter Fasano - Viaggio sola
  - Giogiò Franchini - Miele
  - Giuseppe Trepiccione - Alì ha gli occhi azzurri
- 2014: Cecilia Zanuso - Il capitale umano
  - Patrizio Marone - Allacciate le cinture
  - Pietro Scalia - The Counselor - Il procuratore e The Amazing Spider-Man 2 - Il potere di Electro
  - Marco Spoletini - Le meraviglie e Più buio di mezzanotte
  - Cristiano Travaglioli - La mafia uccide solo d'estate
- 2015: Cristiano Travaglioli - Anime nere e Youth - La giovinezza
  - Clelio Benevento - Mia madre
  - Esmeralda Calabria - Il nome del figlio
  - Francesca Calvelli - Hungry Hearts e Latin Lover
  - Marco Spoletini - Il racconto dei racconti - Tale of Tales
- 2016: Gianni Vezzosi - Veloce come il vento
  - Consuelo Catucci - Perfetti sconosciuti
  - Giogiò Franchini - Per amor vostro
  - Patrizio Marone - Suburra
  - Cecilia Zanuso - La pazza gioia
- 2017: Francesca Calvelli - Fai bei sogni
  - Jacopo Quadri - La guerra dei cafoni
  - Matteo Santi, Fabio Guaglione e Filippo Mauro Boni - Mine
  - Roberto Siciliano - Il permesso - 48 ore fuori
  - Giuseppe Trepiccione - Fiore
- 2018: Walter Fasano - Chiamami col tuo nome (ex aequo), Marco Spoletini - Dogman (ex aequo)
  - Claudio Di Mauro - A casa tutti bene
  - Giogiò Franchini - Made in Italy e Riccardo va all'inferno
  - Cristiano Travaglioli - Loro
- 2019: Francesca Calvelli - Il traditore
  - Giogiò Franchini - Euforia
  - Giuseppe Trepiccione - La paranza dei bambini
  - Walter Fasano - Suspiria
  - Desideria Rayner - Ricordi?

### Anni 2020-2029
- 2020: Marco Spoletini – Pinocchio e Villetta con ospiti
  - Esmeralda Calabria – Favolacce
  - Jacopo Quadri – Il sindaco del rione Sanità
  - Patrizio Marone – L'immortale
  - Claudio Di Mauro – Gli anni più belli e 18 regali
- 2021[1][2]:Benni Atria - Le sorelle Macaluso
  - Massimo Fiocchi - Lasciami andare
  - Pietro Lassandro - The Book of Vision
  - Paola Freddi, Antonio Cellini - Assandira
  - Pietro Morana - Non mi uccidere
- 2022: Francesco Di Stefano – Freaks Out
  - Carlotta Cristiani - Ariaferma
  - Federico Maria Maneschi - Diabolik
  - Jacopo Quadri - Nostalgia e Qui rido io
  - Cristiano Travaglioli - È stata la mano di Dio
- 2023: Francesca Calvelli, Stefano Mariotti - Rapito
  - Consuelo Catucci - L'ombra di Caravaggio
  - Giogiò Franchini - L'ultima notte di Amore
  - Paola Freddi - Monica, Princess
  - Jacopo Quadri - Siccità
- 2024: Marco Spoletini - Io capitano
  - Marco Costa - Challengers
  - Paola Freddi - Another End
  - Julien Panzarasa - Palazzina Laf
  - Giuseppe Trepiccione - Come pecore in mezzo ai lupi